# Peterd
Peterd là một thị trấn thuộc hạt Baranya, Hungary. Thị trấn này có diện tích 10,6 km², dân số năm 2010 là 213 người, mật độ 20 người/km².